# Ángel Javier Arizmendi
Ángel Javier Arizmendi de Lucas (ur. 3 marca 1984 roku w Madrycie) – hiszpański piłkarz występujący na pozycji napastnika. Od 2013 gra w Deportivo La Coruña.

## Kariera klubowa
Javier Arizmendi swoją karierę piłkarską rozpoczął w 2003 roku w rezerwach Atlético Madryt. W 2004 roku po raz pierwszy wystąpił w dorosłej drużynie „Rojiblancos”. Swój debiut w Primera División zaliczył 15 lutego 2004 roku w przegranym 1:3 spotkaniu z FC Barcelona, a przez cały sezon rozegrał łącznie cztery spotkania. W ataku Atlético zapewnione miejsce miał Fernando Torres, a działacze klubu postanowili wypożyczyć Arizmendiego do Racingu Santander. W nowym zespole Hiszpan w 22 spotkaniach strzelił 3 bramki. Po roku spędzonym na Estadio El Sardinero Arizmendi powrócił do Atlético, jednak nadal nie potrafił wywalczyć sobie miejsca w pierwszym składzie. Przez całą rundę jesienną sezonu 2005/2006 rozegrał zaledwie jedno spotkanie.
W zimowym okienku transferowym Arizmendi został po raz kolejny wypożyczony, tym razem do Deportivo La Coruña. W jego barwach zanotował 17 ligowych występów i zdobył 2 bramki. Działacze Deportivo zdecydowali się wykupić hiszpańskiego napastnika na stałe. W sezonie 2006/2007 Arizmendi był podstawowym graczem swojej drużyny – wystąpił w 33 spotkaniach i strzelił 5 goli.
Latem 2007 roku pozyskaniem Arizmendiego zainteresował się trener Valencii – Quique Flores. Włodarze Atlético skorzystać z prawa pierwokupu Hiszpana za 3 miliony euro, a następnie sprzedali go do Valencii za 6,5 miliona euro. W sezonie 2007/2008 Arizmendi rozegrał 29 meczów i strzelił tylko 1 gola. Po jego zakończeniu Hiszpan podpisał sześcioletni kontrakt ze spadkowiczem z Primera División – Realem Saragossa. Nowy klub zapłacił za niego 4 miliony euro, a Arizmendi od razu wywalczył sobie miejsce w podstawowej jedenastce nowego zespołu.
W sezonie 2010/2011 Arizmendi grał w Getafe CF, a w sezonie 2011/2012 - w Neuchâtel Xamax. W 2012 roku przeszedł do RCD Mallorca.

## Kariera reprezentacyjna
Arizmendi ma za sobą występy w młodzieżowych reprezentacjach Hiszpanii. W dorosłej kadrze miał zadebiutować 10 listopada 2006 roku w spotkaniu przeciwko Rumunii, jednak z powodu kontuzji nie mógł w nim wystąpić. Debiut w drużynie narodowej Arizmendi zadebiutował niecałe 3 miesiące później – 7 lutego w towarzyskim meczu z Anglią rozegranym na Old Trafford.